# Bandera de Llobera
La bandera oficial de Llobera té el següent blasonament:
Bandera apaïsada, de proporcions dos d'alt per tres de llarg, groga, amb una banda negra de gruix 1/6 de l'alçària del drap i amb dues estrelles de sis puntes blaves, cadascuna de diàmetre 1/6 de la mateixa alçària, posades una a 1/6 de les vores superior i del vol i l'altra a 1/6 de les vores inferior i de l'asta.
Va ser aprovada el 21 de desembre de 2009 i publicada en el DOGC el 5 de gener de l'any següent amb el número 5539.